# Hanomag U-Boot-Halle

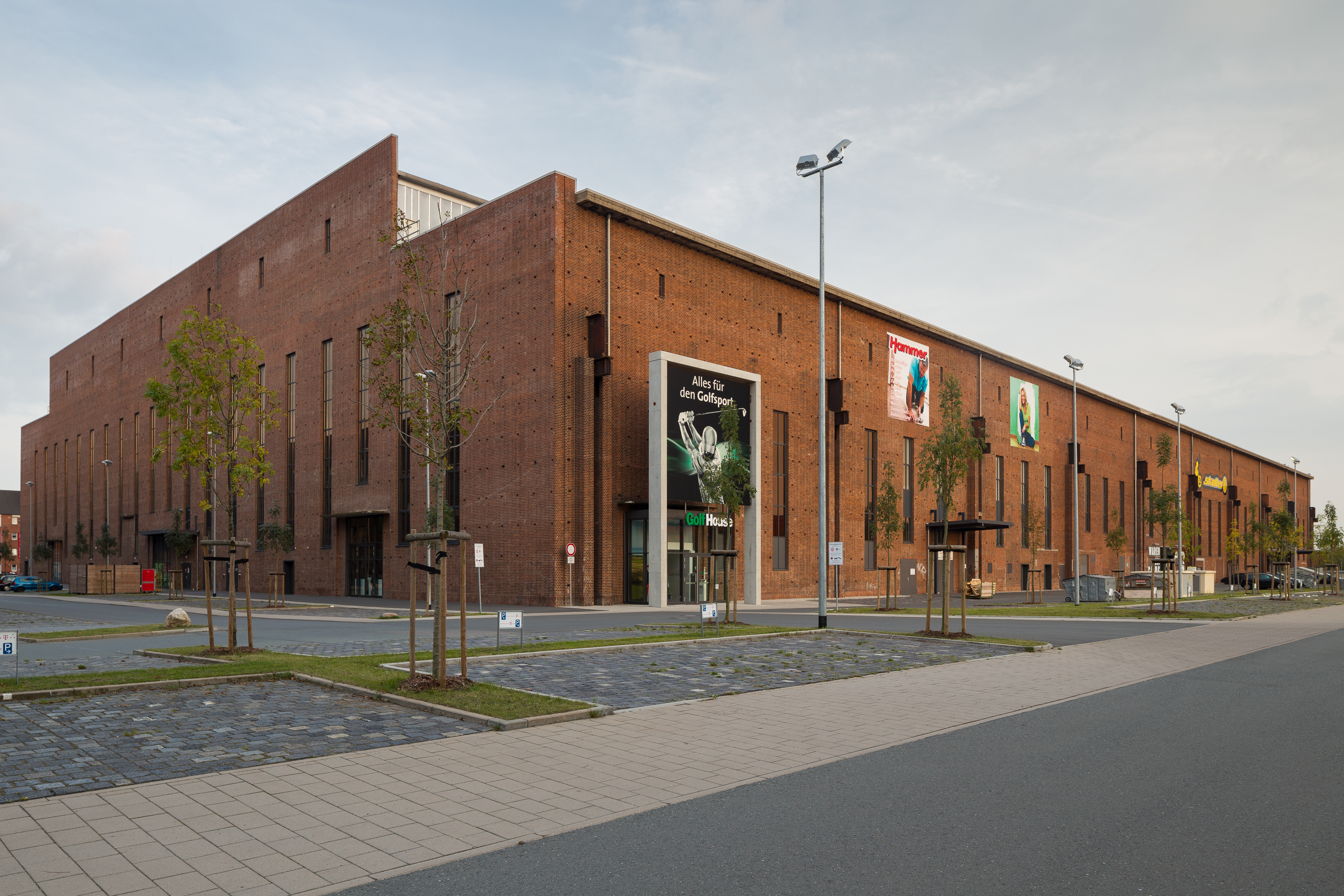
U-Boot-Halle, 2014

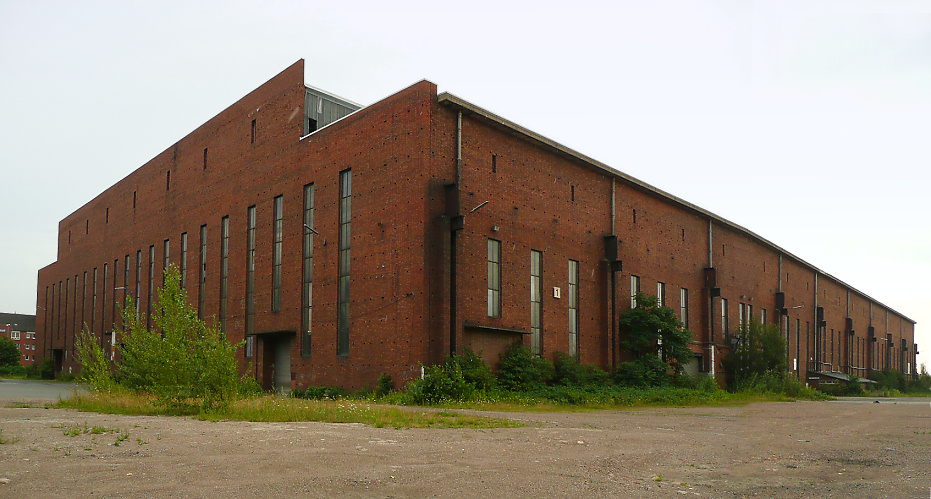
U-Boot-Halle, 2008

Die Hanomag U-Boot-Halle der Hanomag ist ein denkmalgeschütztes Gebäude auf dem ehemaligen Hanomag-Gelände im Stadtteil Linden-Süd in Hannover aus dem Jahr 1943. Die Bezeichnung als U-Boot-Halle erhielt die Werkhalle I aufgrund des ursprünglich für die U-Boot-Fertigung gedachten Tragwerks; U-Boote wurden in dieser Halle nicht produziert.
Nach der Insolvenz und dem Verkauf der Hanomag wurde die Halle ab den 1980er Jahren für verschiedene Unterhaltungszwecke verwendet. Heute beherbergt sie diverse Einzelhändler.

## Geschichte

### Entstehung
Die Halle, deren Tragwerk ursprünglich als U-Boot-Fertigungshalle in der Nordwerft der Kriegsmarinewerft Wilhelmshaven errichtet wurde, wurde 1943 nach Hannover transloziert. Sie war für die Fertigung von Flugabwehrkanonen vorgesehen, wurde aber erst im Jahr 1944 fertiggestellt, sodass es nicht mehr zur Produktion von Rüstungsgütern kam. Die Backsteinfassaden der über 20.000 m² großen Halle wurden vom Architekten Emil Rudolf Mewes entworfen. Gegliedert ist das Gebäude durch hohe, schmale Fensteröffnungen. Da durch diese Schlitze viel zu wenig Tageslicht in die Halle gelangt, gibt es auf dem Dach Oberlichtkästen. Diese Öffnungen befinden sich sowohl über dem Seiten- als auch dem Mittelschiff.
Das Gebäude wurde in der Nachkriegszeit von der Hanomag  genutzt, um Erzeugnissen ihr Finish zu verpassen. Außerdem diente sie als Lager für den Versand.

### Music Circus (1980er Jahre)
Nach der Insolvenz der Hanomag in den 1980er Jahren wurde die Halle von der Music Circus GmbH (Werner Schrage) ab Ende der 1980er Jahre für die Diskothek Music Circus genutzt. Diese befand sich ursprünglich in einem Zirkuszelt auf dem Schützenplatz Hannover. Dort musste sie aber aufgrund von Anwohnerbeschwerden wegen Lärmbelästigung weichen. Die vorhandenen Zirkuszelte wurden einfach in der Halle aufgebaut und schufen so einen variablen Veranstaltungsraum. Die Zelte wurden durch kleinere Zelte oder durch von Zäunen begrenzte, offene Gänge verbunden. Die Infrastruktur war schlecht. Oft fiel der Strom aus. Beheizt wurden die Hallen durch große mobile Ölheizgebläse, die sich in Überseecontainern befanden. Aufgrund fehlender Wartung waren die Heizungen oft defekt, froren im Winter ein oder rußten stark. Die Sanitäranlagen wurden schlecht bis gar nicht gereinigt.
Der Music Circus befand sich im Bereich von Tor 2. Der gleiche Betreiber eröffnete am Tor 4 später den BPM-Club, der als After-Hour-Club genutzt wurde. In den Räumlichkeiten des BPM-Clubs fand später der Roseclub sein Zuhause. Die beiden Haupttore 1 und 2 der Halle befinden sich an den gegenüberliegenden Stirnseiten, weitere Tore an den Längsseiten.

### Cyberhouse (1993–1998)
Cyberhouse, auch bekannt als Hanomag Tor 1, war einer der bekanntesten Technoclubs im norddeutschen Raum. Der Club existierte von 1993 bis 1998. Der Namenszusatz Hanomag Tor 1 leitet sich von der entsprechenden Tornummerierung ab.

Reincarnation-Rave 1998

Anfang der 1990er wurden  mit mäßigem Erfolg erste Techno-Partys veranstaltet. Im Jahre 1993 schwappte die Technowelle auch nach Hannover über, sodass Ende des Jahres mit dem Ende des Kinogebäudes Weltspiele die ersten großen Partys im Tor 1 (vorher im Ernst-Winter-Saal) stattfinden konnten. In den Jahren 1994 und 1995 wurden die Partys immer besser besucht. Im Verlauf der Technowelle wurden die Technopartys immer größer, sodass im Verlauf der Reincarnation Parade 1996 bis zu 15.000 Technobegeisterte in der U-Boot-Halle auf dem Hanomag-Gelände tanzten. Aufgrund der Drogenproblematik und der zunehmenden Gewalt auf dem Hanomag-Gelände wurde ab dem Jahre 1997 Minderjährigen der Zutritt auf das Gelände verboten und Ordnungsstrafen von 2.500 D-Mark für jeden sich dort nach 24 Uhr aufhaltenden Minderjährigen angedroht. Im Dezember 1998 wurde den Veranstaltern vor den letzten beiden geplanten Partys (Christmas Mega Rave und Forcing) die Konzession von der Stadt Hannover entzogen.

#### DJs und Raves
Bekannte DJs und Live-Acts, die während dieser Zeit im Cyberhouse/Hanomag und im BPM Club sowie im Rose Club auftraten, waren u. a.:
- Carl Cox
- Talla 2XLC
- WestBam
- Marusha
- DJ Taucher
- The Prodigy
- DJ Hell
- Miss Djax
- Timo Maas
- Gayle San
- Steve Mason
- Tanith
- DJ Tonka
- Roland Casper
- Charly Lownoise & Mental Theo
- Hardsequencer (aka Hardy Hard)
- Phil Fuldner
- Felix da Housecat
- Mark Spoon (von Jam & Spoon)
- Laurent Garnier
- DJ Hooligan
- Jens Mahlstedt

#### Resident-DJs
Resident-DJs im Cyberhouse waren:
- Jens Schwan (Hohmann)
- MNEX
- Revil O (aka Key Kid)
- Daniel Ortega (House)
- Maik T.B.
- Akim
- Asem Shama
- K-Vee
- Crazee
- Jorge
- ClarkyClark (aka Andreas Clark + Mr. Clark)
- Dj Struwe
- Roggy
- LJ Unix
- Moonshadow (Strictly Breakbeat)
- DJ Andreas B.
- Q-Trax
- DJ Quincy
- Tana
- Moni B
- Limit K
- Amok Dee
- Rodd-Y-Ler

#### Raves
Bekannte Raves, die während dieser Zeit im Cyberhouse/Hanomag stattfanden, waren u. a.:
- Happy House Jam I-III
- Clashback
- Oxidizing Rave
- Dove of Peace
- Licht und Liebe
- Uforia
- Clarky´s Housemannskost
- Illegal
- Oster Mega Rave
- Christmas Mega Rave
- Nas.a Unicorne & Prodigy
- Loveland
- Forcing
- Oxygen
- Offizieller Reincarnation Rave
- Dinomotion
- Explosion
- X-Culture
- Revil O Birthdayraves
- Struwes Birthday Party
- Strictly Breakbeat

### Heute

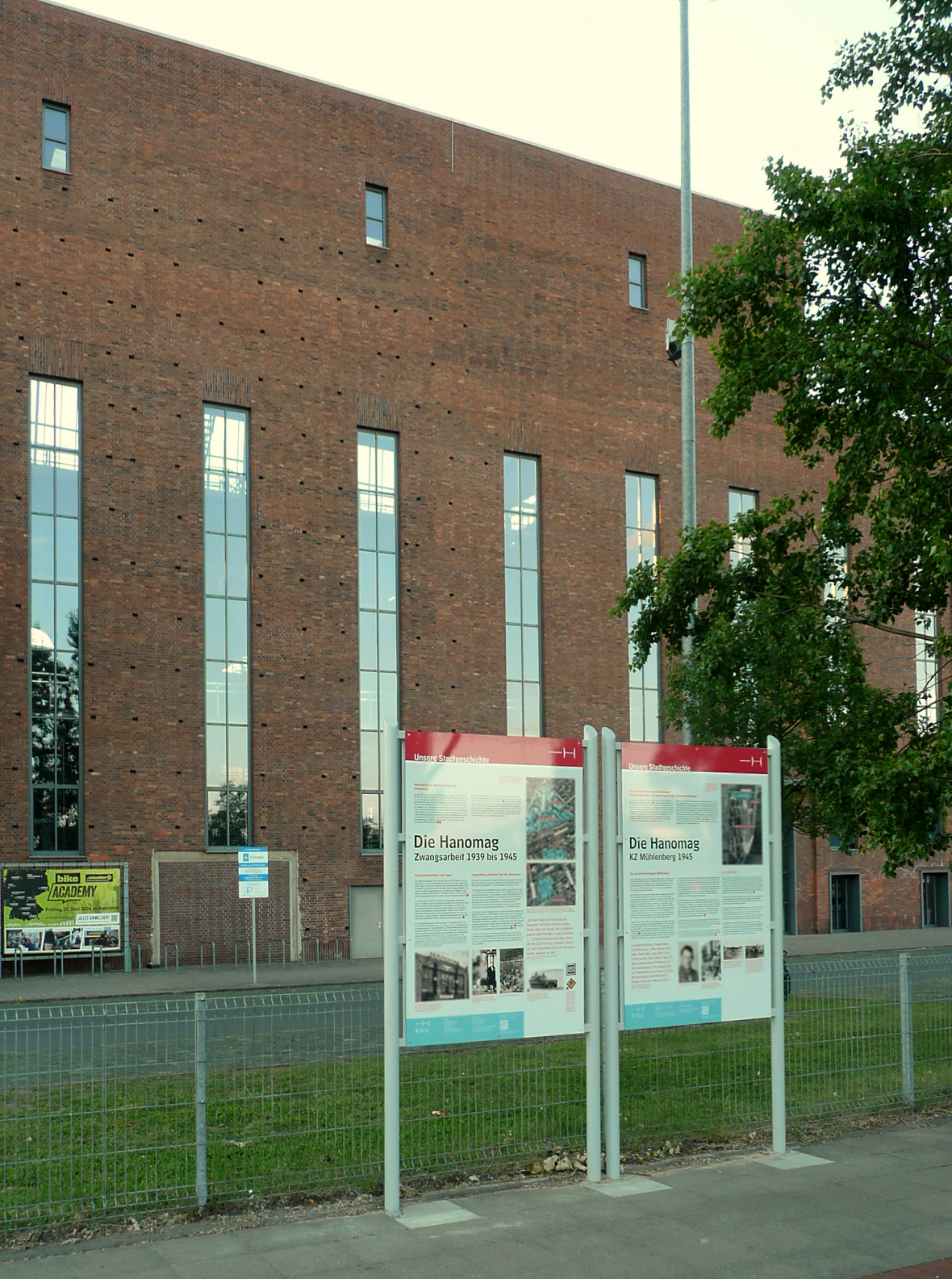
Infotafel zur Geschichte der Zwangsarbeit bei der Hanomag im Zweiten Weltkrieg

Seit 2014 nutzt der Einzelhandel die U-Boot-Halle. Angesiedelt wurden in ihr unter anderem ein Zweirad-Center Stadler, ein Supermarkt und ein Möbelhändler.
Im Jahr 2024 wurde vor der U-Boot-Halle eine Informationstafel zur Geschichte der Zwangsarbeit in der Hanomag während des Zweiten Weltkriegs aufgestellt. Sie informiert über das Schicksal der ausländischen Zwangsarbeiter, darunter Häftlinge des KZ-Außenlager Mühlenberg. Erinnert wird auch an den Arbeiter Karl Nasemann, der den KZ-Häftlingen bei der Hanomag heimlich half.